# Sent Andriu de Vesinas
Sent Andriu de Vesinas (en francès Saint-André-de-Vézines) és un municipi francès situat al departament de l'Avairon i a la regió d'Occitània.

## Demografia
| 1962                                       | 1968 | 1975 | 1982 | 1990 | 1999 | 2006 |
| ------------------------------------------ | ---- | ---- | ---- | ---- | ---- | ---- |
| 153                                        | 109  | 102  | 120  | 108  | 117  | 124  |
| Des de 1962: població sense dobles comptes |      |      |      |      |      |      |

## Administració
| Període   | Identitat         | Partit |
| --------- | ----------------- | ------ |
| 1959-1989 | Louis Camels      |        |
| 1989-1995 | Louis Guillaumenq |        |
| 1995-     | Robert Lapeyre    |        |